# Hockey World League 2014-15 (vrouwen), ronde 2

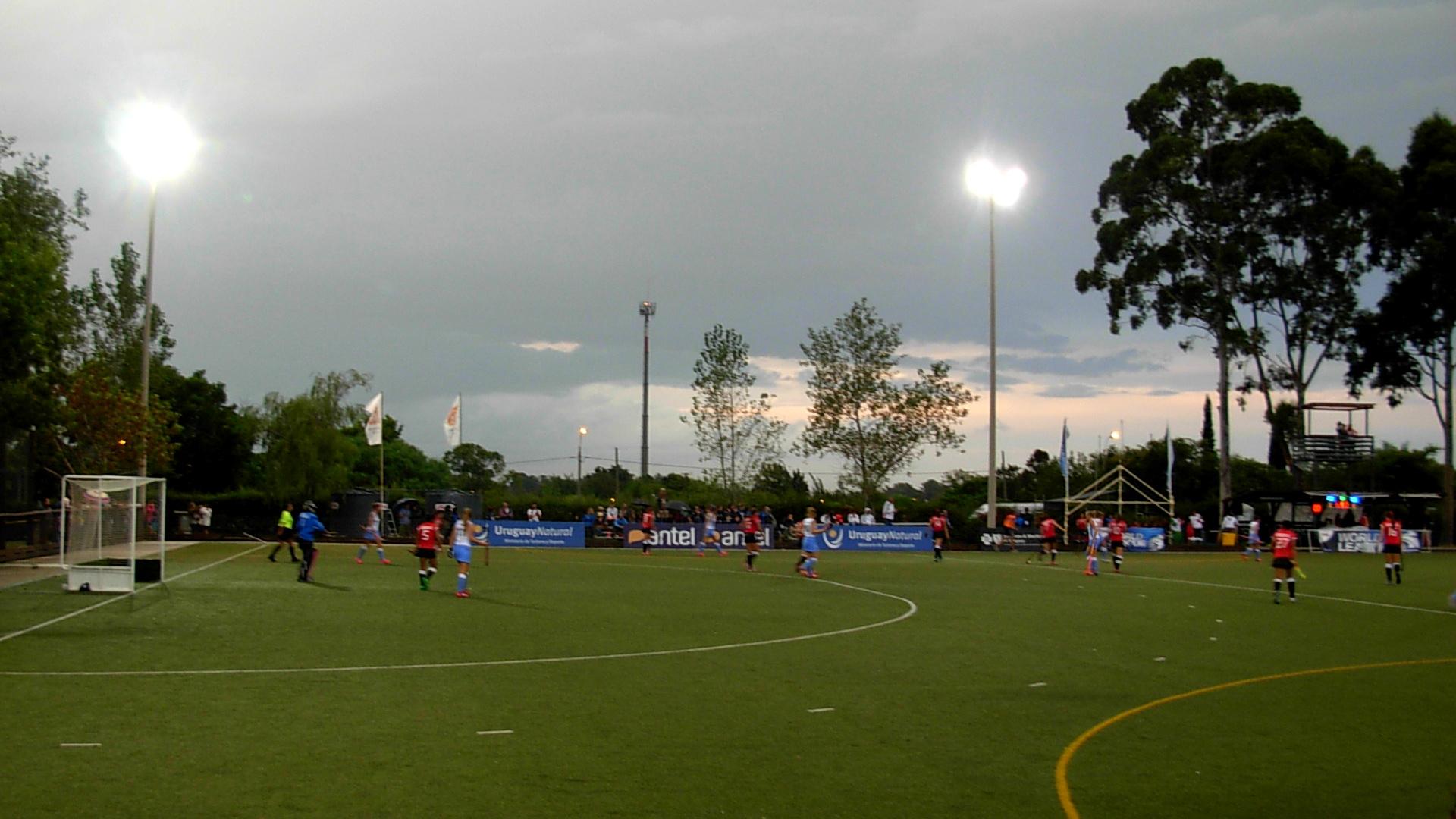
Uruguay-Mexico

Ronde 2 van de Hockey World League 2014-15 (vrouwen) wordt gehouden in de periode februari, maart 2015. De 24 deelnemende landen strijden in drie toernooien om zeven plaatsen in de halve finale van de Hockey World League.

## Kwalificatie
De acht landen die op de wereldranglijst op de posities 12 tot en met 19 stonden, tijdens het begin van de competitie, waren direct voor deze tweede ronde gekwalificeerd. Ook Uruguay, dat als organisator van een van de drie toernooien was aangewezen, was direct geplaatst en hoefde niet in de eerste ronde te spelen. Rusland ging ook van start in deze ronde als nummer 20 van de wereldranglijst omdat het hoger geplaatste Engeland en Schotland als Groot-Brittannië aan deze editie deelnemen waardoor een ticket vrij kwam. België (nr. 13) en Spanje (nr. 15) hoefden niet in actie te komen omdat zij beiden een halve finale organiseren.
India en Ierland waren al gekwalificeerd voor ronde 2 op basis van hun positie op de wereldranglijst, voordat zij tot gastland werden verkozen. In eerste instantie zou Spanje een toernooi in deze tweede ronde organiseren. Dat land werd daarna echter aangewezen om een toernooi in de derde ronde te organiseren. Daarna werd Ierland, dat in eerste instantie in Uruguay zou spelen als organisator aangewezen.

Zeventien landen kwalificeerden zich via de eerste ronde. Tsjechië trok zich terug. Deze plaats werd overgenomen door het niet-gekwalificeerde land dat in het betreffende kwalificatietoernooi als hoogste was geëindigd. Dit was Turkije. Ook Fiji trok zich terug. De FIH besloot om Ghana als vervanger aan te wijzen.
| Data                          | Evenement                                  | Locatie                                                   | Quota   | Gekwalificeerd                                                          |
| ----------------------------- | ------------------------------------------ | --------------------------------------------------------- | ------- | ----------------------------------------------------------------------- |
|                               | Nummer 12 t/m 20 op de FIH-wereldranglijst | Nummer 12 t/m 20 op de FIH-wereldranglijst                | 6       | India België Ierland Spanje Azerbeidzjan Italië Chili Schotland Rusland |
| Gastland                      | Gastland                                   | 1                                                         | Uruguay |                                                                         |
| 21–27 juni 2014               | Hockey World League, ronde 1               | Singapore                                                 | 4       | Kazachstan Maleisië Singapore Thailand                                  |
| 26–29 juni 2014               | Hockey World League, ronde 1               | Litouwen, Šiauliai                                        | 3       | Litouwen Oekraïne Wit-Rusland                                           |
| 5–7 september 2014            | Hockey World League, ronde 1               | Kenia, Harare                                             | 1       | Kenia Ghana                                                             |
| 5–7 september 2014            | Hockey World League, ronde 1               | Tsjechië, Hradec Králové                                  | 3       | Frankrijk Oostenrijk Tsjechië Turkije                                   |
| 9–14 september 2014           | Hockey World League, ronde 1               | Mexico, Guadalajara                                       | 2       | Canada Mexico                                                           |
| 30 september - 5 oktober 2014 | Hockey World League, ronde 1               | Jamaica, Kingston                                         | 2       | Trinidad en Tobago Dominicaanse Republiek                               |
| 6-13 december                 | Hockey World League, ronde 1               | Fiji, Suva                                                | 1       | Fiji                                                                    |
|                               | Hockey World League, ronde 1               | Beste land dat net onder een gekwalificeerd land eindigde | 1       | Polen                                                                   |
| Totaal                        | Totaal                                     | Totaal                                                    | 24      |                                                                         |

## Montevideo
In Montevideo, Uruguay, werd van 14 tot en met 22 februari gespeeld. De twee beste landen plaatsten zich voor de halve finale. Van de drie landen die op de drie toernooien als derde eindigen gaat het land met de hoogste wereldranking ook door.

### Groepsfase
Alle landen plaatsen zich voor de kwartfinale.
Groep A
| Team                   | GS | W | WS | VS | V | DV | DT | DS  | Ptn |
| ---------------------- | -- | - | -- | -- | - | -- | -- | --- | --- |
| Uruguay                | 3  | 2 | 1  | 0  | 0 | 12 | 3  | +9  | 8   |
| Italië                 | 3  | 2 | 0  | 1  | 0 | 12 | 2  | +10 | 7   |
| Mexico                 | 3  | 1 | 0  | 0  | 2 | 5  | 12 | -7  | 3   |
| Dominicaanse Republiek | 3  | 0 | 0  | 0  | 3 | 3  | 15 | -12 | 0   |

| 14 februari 2015 17:30 |           |                        |                                                                 |
| Mexico                 | 5–2       | Dominicaanse Republiek | Scheidsrechters: Catalina Montesino (CHI) Natalia Lodeiro (URU) |
|                        | (verslag) |                        | Scheidsrechters: Catalina Montesino (CHI) Natalia Lodeiro (URU) |

| 14 februari 2015 20:00 |                           |         |                                                                 |
| Italië                 | 2–2 (1 – 2 na shoot-outs) | Uruguay | Scheidsrechters: Veronica Villafañe (ARG) Maricel Sánchez (ARG) |
|                        | (verslag)                 |         | Scheidsrechters: Veronica Villafañe (ARG) Maricel Sánchez (ARG) |

| 16 februari 2015 15:00 |           |        |                                                               |
| Mexico                 | 0–5       | Italië | Scheidsrechters: Ines El Hajem (FRA) Veronica Villafañe (ARG) |
|                        | (verslag) |        | Scheidsrechters: Ines El Hajem (FRA) Veronica Villafañe (ARG) |

| 16 februari 2015 20:00 |           |                        |                                                             |
| Uruguay                | 5–1       | Dominicaanse Republiek | Scheidsrechters: Maggie Giddens (USA) Saadat Zakiyeva (AZE) |
|                        | (verslag) |                        | Scheidsrechters: Maggie Giddens (USA) Saadat Zakiyeva (AZE) |

| 17 februari 2015 17:30 |           |                        |                                                          |
| Italië                 | 5–0       | Dominicaanse Republiek | Scheidsrechters: Ines El Hajem (FRA) Diana Fuentes (MEX) |
|                        | (verslag) |                        | Scheidsrechters: Ines El Hajem (FRA) Diana Fuentes (MEX) |

| 17 februari 2015 20:00 |           |        |                                                                 |
| Uruguay                | 5–0       | Mexico | Scheidsrechters: Catalina Montesino (CHI) Saadat Zakiyeva (AZE) |
|                        | (verslag) |        | Scheidsrechters: Catalina Montesino (CHI) Saadat Zakiyeva (AZE) |

Groep B
| Team               | GS | W | WS | VS | V | DV | DT | DS  | Ptn |
| ------------------ | -- | - | -- | -- | - | -- | -- | --- | --- |
| Azerbeidzjan       | 3  | 3 | 0  | 0  | 0 | 13 | 3  | +10 | 9   |
| Frankrijk          | 3  | 2 | 0  | 0  | 1 | 10 | 3  | +7  | 6   |
| Trinidad en Tobago | 3  | 1 | 0  | 0  | 2 | 6  | 8  | −2  | 3   |
| Kenia              | 3  | 0 | 0  | 0  | 3 | 0  | 15 | −15 | 0   |

| 14 februari 2015 15:00 |           |                    |                                                           |
| Azerbeidzjan           | 5–1       | Trinidad en Tobago | Scheidsrechters: Maggie Giddens (USA) Diana Fuentes (MEX) |
|                        | (verslag) |                    | Scheidsrechters: Maggie Giddens (USA) Diana Fuentes (MEX) |

| 15 februari 2015 17:30 |           |              |                                                          |
| Frankrijk              | 2–3       | Azerbeidzjan | Scheidsrechters: Caren Ouma (KEN) Ilaria Amorosini (ITA) |
|                        | (verslag) |              | Scheidsrechters: Caren Ouma (KEN) Ilaria Amorosini (ITA) |

| 15 februari 2015 20:00 |           |       |                                                            |
| Trinidad en Tobago     | 5–0       | Kenia | Scheidsrechters: Ines El Hajem (FRA) Saadat Zakiyeva (AZE) |
|                        | (verslag) |       | Scheidsrechters: Ines El Hajem (FRA) Saadat Zakiyeva (AZE) |

| 16 februari 2015 17:30 |           |       |  |
| Frankrijk              | 5–0       | Kenia |  |
|                        | (verslag) |       |  |

| 17 februari 2015 12:30 |           |       |                                                               |
| Azerbeidzjan           | 5–0       | Kenia | Scheidsrechters: Natalia Lodeiro (URU) Ilaria Amorosini (ITA) |
|                        | (verslag) |       | Scheidsrechters: Natalia Lodeiro (URU) Ilaria Amorosini (ITA) |

| 17 februari 2015 15:00 |           |           |                                                         |
| Trinidad en Tobago     | 0–3       | Frankrijk | Scheidsrechters: Maricel Sánchez (ARG) Caren Ouma (KEN) |
|                        | (verslag) |           | Scheidsrechters: Maricel Sánchez (ARG) Caren Ouma (KEN) |

### Kwartfinales
| 19 februari 2015 12:30 |           |                        |                                                               |
| Azerbeidzjan           | 5–0       | Dominicaanse Republiek | Scheidsrechters: Catalina Montesino (CHI) Ines El Hajem (FRA) |
|                        | (verslag) |                        | Scheidsrechters: Catalina Montesino (CHI) Ines El Hajem (FRA) |

| 19 februari 2015 15:00 |                           |        |                                                              |
| Frankrijk              | 1–1 (0 – 2 na shoot-outs) | Mexico | Scheidsrechters: Saadat Zakiyeva (AZE) Natalia Lodeiro (URU) |
|                        | (verslag)                 |        | Scheidsrechters: Saadat Zakiyeva (AZE) Natalia Lodeiro (URU) |

| 19 februari 2015 17:30 |           |                    |                                                               |
| Italië                 | 3–0       | Trinidad en Tobago | Scheidsrechters: Veronica Villafañe (ARG) Diana Fuentes (MEX) |
|                        | (verslag) |                    | Scheidsrechters: Veronica Villafañe (ARG) Diana Fuentes (MEX) |

| 19 februari 2015 20:00 |           |       |                                                             |
| Uruguay                | 3–0       | Kenia | Scheidsrechters: Maggie Giddens (USA) Maricel Sánchez (ARG) |
|                        | (verslag) |       | Scheidsrechters: Maggie Giddens (USA) Maricel Sánchez (ARG) |

### Kruisingswedstrijden
Om plaatsen 5-8
| 20 februari 2015 17:30 |           |           |                                                               |
| Kenia                  | 0–4       | Frankrijk | Scheidsrechters: Saadat Zakiyeva (AZE) Ilaria Amorosini (ITA) |
|                        | (verslag) |           | Scheidsrechters: Saadat Zakiyeva (AZE) Ilaria Amorosini (ITA) |

| 20 februari 2015 20:00 |           |                        |                                                       |
| Trinidad en Tobago     | 3–2       | Dominicaanse Republiek | Scheidsrechters: Caren Ouma (KEN) Ines El Hajem (FRA) |
|                        | (verslag) |                        | Scheidsrechters: Caren Ouma (KEN) Ines El Hajem (FRA) |

Halve finale
| 21 februari 2015 17:30 |           |              |                                                                 |
| Italië                 | 4–0       | Azerbeidzjan | Scheidsrechters: Maricel Sánchez (ARG) Catalina Montesino (CHI) |
|                        | (verslag) |              | Scheidsrechters: Maricel Sánchez (ARG) Catalina Montesino (CHI) |

| 21 februari 2015 20:00 |           |        |                                                                |
| Uruguay                | 2–0       | Mexico | Scheidsrechters: Maggie Giddens (USA) Veronica Villafañe (ARG) |
|                        | (verslag) |        | Scheidsrechters: Maggie Giddens (USA) Veronica Villafañe (ARG) |

### Plaatsingswedstrijden
Om de 7e/8e plaats
| 22 februari 2015 12:30 |           |                        |                                                            |
| Kenia                  | 1–2       | Dominicaanse Republiek | Scheidsrechters: Natalia Lodeiro (URU) Diana Fuentes (MEX) |
|                        | (verslag) |                        | Scheidsrechters: Natalia Lodeiro (URU) Diana Fuentes (MEX) |

Om de 5e/6e plaats
| 22 februari 2015 15:00 |           |                    |                                                          |
| Frankrijk              | 6–1       | Trinidad en Tobago | Scheidsrechters: Ilaria Amorosini (ITA) Caren Ouma (KEN) |
|                        | (verslag) |                    | Scheidsrechters: Ilaria Amorosini (ITA) Caren Ouma (KEN) |

Om de 3e/4e plaats
| 22 februari 2015 17:30 |           |              |                                                               |
| Mexico                 | 2–5       | Azerbeidzjan | Scheidsrechters: Ines El Hajem (FRA) Catalina Montesino (CHI) |
|                        | (verslag) |              | Scheidsrechters: Ines El Hajem (FRA) Catalina Montesino (CHI) |

Finale
| 22 februari 2015 20:00 |           |        |                                                             |
| Uruguay                | 0–4       | Italië | Scheidsrechters: Maggie Giddens (USA) Maricel Sánchez (ARG) |
|                        | (verslag) |        | Scheidsrechters: Maggie Giddens (USA) Maricel Sánchez (ARG) |

### Eindrangschikking
| Rang   | Land                   |
| ------ | ---------------------- |
| Goud   | Italië                 |
| Zilver | Uruguay                |
| Brons  | Azerbeidzjan           |
| 4      | Mexico                 |
| 5      | Frankrijk              |
| 6      | Trinidad en Tobago     |
| 7      | Dominicaanse Republiek |
| 8      | Kenia                  |

## New Delhi
In New Delhi, India, werd van 7 tot en met 15 maart 2015 gespeeld. De twee beste landen plaatsten zich voor de halve finale. Van de drie landen die op de drie toernooien als derde eindigen gaat het land met de hoogste wereldranking ook door.

### Groepsfase
Alle landen plaatsen zich voor de kwartfinale.
Groep A
| Team     | GS | W | WS | VS | V | DV | DT | DS  | Ptn |
| -------- | -- | - | -- | -- | - | -- | -- | --- | --- |
| India    | 3  | 3 | 0  | 0  | 0 | 21 | 0  | +21 | 9   |
| Polen    | 3  | 2 | 0  | 0  | 1 | 8  | 3  | +5  | 6   |
| Thailand | 3  | 1 | 0  | 0  | 2 | 4  | 11 | −7  | 3   |
| Ghana    | 3  | 0 | 0  | 0  | 3 | 1  | 20 | −19 | 0   |

| 7 maart 2015 17:45 |           |          |                                                                   |
| Polen              | 4–1       | Thailand | Scheidsrechters: Natalia Kovaleva (RUS) Amina Dyussembekova (KAZ) |
|                    | (verslag) |          | Scheidsrechters: Natalia Kovaleva (RUS) Amina Dyussembekova (KAZ) |

| 7 maart 2015 20:00 |           |       |                                                           |
| India              | 13–0      | Ghana | Scheidsrechters: Liu Xiaoying (CHN) Nor Piza Hassan (MAS) |
|                    | (verslag) |       | Scheidsrechters: Liu Xiaoying (CHN) Nor Piza Hassan (MAS) |

| 8 maart 2015 17:45 |           |          |                                                               |
| Ghana              | 1–3       | Thailand | Scheidsrechters: Natalia Kovaleva (RUS) Nor Piza Hassan (MAS) |
|                    | (verslag) |          | Scheidsrechters: Natalia Kovaleva (RUS) Nor Piza Hassan (MAS) |

| 8 maart 2015 20:00 |           |       |                                                        |
| Polen              | 0–2       | India | Scheidsrechters: Kim Jung-hee (KOR) Tan Koon Kim (SIN) |
|                    | (verslag) |       | Scheidsrechters: Kim Jung-hee (KOR) Tan Koon Kim (SIN) |

| 10 maart 2015 17:45 |           |       |                                                           |
| Ghana               | 0–4       | Polen | Scheidsrechters: Tan Koon Kim (SIN) Nor Piza Hassan (MAS) |
|                     | (verslag) |       | Scheidsrechters: Tan Koon Kim (SIN) Nor Piza Hassan (MAS) |

| 10 maart 2015 20:00 |           |          |                                                               |
| India               | 6–0       | Thailand | Scheidsrechters: Kim Jung-hee (KOR) Amina Dyussembekova (KAZ) |
|                     | (verslag) |          | Scheidsrechters: Kim Jung-hee (KOR) Amina Dyussembekova (KAZ) |

Groep B
| Team       | GS | W | WS | VS | V | DV | DT | DS  | Ptn |
| ---------- | -- | - | -- | -- | - | -- | -- | --- | --- |
| Maleisië   | 3  | 3 | 0  | 0  | 0 | 16 | 0  | +16 | 9   |
| Kazachstan | 3  | 2 | 0  | 0  | 1 | 7  | 10 | −3  | 6   |
| Rusland    | 3  | 1 | 0  | 0  | 2 | 9  | 6  | +3  | 3   |
| Singapore  | 3  | 0 | 0  | 0  | 3 | 0  | 16 | −16 | 0   |

| 7 maart 2015 13:15 |           |            |                                                               |
| Maleisië           | 8–0       | Kazachstan | Scheidsrechters: Kim Jung-hee (KOR) Urszula Wybieralska (POL) |
|                    | (verslag) |            | Scheidsrechters: Kim Jung-hee (KOR) Urszula Wybieralska (POL) |

| 7 maart 2015 15:30 |           |           |                                                                     |
| Rusland            | 7–0       | Singapore | Scheidsrechters: Thanittha Chaungmanichot (THA) Nirmala Dagar (IND) |
|                    | (verslag) |           | Scheidsrechters: Thanittha Chaungmanichot (THA) Nirmala Dagar (IND) |

| 8 maart 2015 13:15 |           |           |                                                                     |
| Kazachstan         | 4–0       | Singapore | Scheidsrechters: Thanittha Chaungmanichot (THA) Nirmala Dagar (IND) |
|                    | (verslag) |           | Scheidsrechters: Thanittha Chaungmanichot (THA) Nirmala Dagar (IND) |

| 8 maart 2015 15:30 |           |          |                                                        |
| Rusland            | 0–3       | Maleisië | Scheidsrechters: Hagar Laryea (GHA) Liu Xiaoying (CHN) |
|                    | (verslag) |          | Scheidsrechters: Hagar Laryea (GHA) Liu Xiaoying (CHN) |

| 10 maart 2015 13:15 |           |           |                                                                    |
| Maleisië            | 5–0       | Singapore | Scheidsrechters: Thanittha Chaungmanichot (THA) Hagar Laryea (GHA) |
|                     | (verslag) |           | Scheidsrechters: Thanittha Chaungmanichot (THA) Hagar Laryea (GHA) |

| 10 maart 2015 15:30 |           |         |                                                               |
| Kazachstan          | 3–2       | Rusland | Scheidsrechters: Urszula Wybieralska (POL) Liu Xiaoying (CHN) |
|                     | (verslag) |         | Scheidsrechters: Urszula Wybieralska (POL) Liu Xiaoying (CHN) |

### Kwartfinales
| 12 maart 2015 13:15 |           |       |                                                                   |
| Maleisië            | 2–0       | Ghana | Scheidsrechters: Amina Dyussembekova (KAZ) Natalia Kovaleva (RUS) |
|                     | (verslag) |       | Scheidsrechters: Amina Dyussembekova (KAZ) Natalia Kovaleva (RUS) |

| 12 maart 2015 15:30 |           |          |                                                        |
| Kazachstan          | 3–4       | Thailand | Scheidsrechters: Tan Koon Kim (SIN) Hagar Laryea (GHA) |
|                     | (verslag) |          | Scheidsrechters: Tan Koon Kim (SIN) Hagar Laryea (GHA) |

| 12 maart 2015 17:45 |           |         |                                                         |
| Polen               | 4–2       | Rusland | Scheidsrechters: Nirmala Dagar (IND) Kim Jung-hee (KOR) |
|                     | (verslag) |         | Scheidsrechters: Nirmala Dagar (IND) Kim Jung-hee (KOR) |

| 12 maart 2015 20:00 |           |           |                                                               |
| India               | 10–0      | Singapore | Scheidsrechters: Liu Xiaoying (CHN) Urszula Wybieralska (POL) |
|                     | (verslag) |           | Scheidsrechters: Liu Xiaoying (CHN) Urszula Wybieralska (POL) |

### Kruisingswedstrijden
Om plaatsen 5-8
| 14 maart 2015 13:15 |           |            |                                                                        |
| Singapore           | 1–2       | Kazachstan | Scheidsrechters: Thanittha Chaungmanichot (THA) Natalia Kovaleva (RUS) |
|                     | (verslag) |            | Scheidsrechters: Thanittha Chaungmanichot (THA) Natalia Kovaleva (RUS) |

| 14 maart 2015 15:30 |           |       |                                                               |
| Rusland             | 7–1       | Ghana | Scheidsrechters: Tan Koon Kim (SIN) Amina Dyussembekova (KAZ) |
|                     | (verslag) |       | Scheidsrechters: Tan Koon Kim (SIN) Amina Dyussembekova (KAZ) |

Halve finale
| 14 maart 2015 17:45 |           |          |                                                         |
| Polen               | 1–0       | Maleisië | Scheidsrechters: Nirmala Dagar (IND) Kim Jung-hee (KOR) |
|                     | (verslag) |          | Scheidsrechters: Nirmala Dagar (IND) Kim Jung-hee (KOR) |

| 14 maart 2015 20:00 |           |          |                                                                  |
| India               | 5–0       | Thailand | Scheidsrechters: Urszula Wybieralska (POL) Nor Piza Hassan (MAS) |
|                     | (verslag) |          | Scheidsrechters: Urszula Wybieralska (POL) Nor Piza Hassan (MAS) |

### Plaatsingswedstrijden
Om de 7e/8e plaats
| 15 maart 2015 13:15 |           |       |                                                                |
| Singapore           | 1–2       | Ghana | Scheidsrechters: Amina Dyussembekova (KAZ) Nirmala Dagar (IND) |
|                     | (verslag) |       | Scheidsrechters: Amina Dyussembekova (KAZ) Nirmala Dagar (IND) |

Om de 5e/6e plaats
| 15 maart 2015 15:30 |           |         |                                                           |
| Kazachstan          | 0–9       | Rusland | Scheidsrechters: Nor Piza Hassan (MAS) Hagar Laryea (GHA) |
|                     | (verslag) |         | Scheidsrechters: Nor Piza Hassan (MAS) Hagar Laryea (GHA) |

Om de 3e/4e plaats
| 15 maart 2015 17:45 |           |          |                                                                   |
| Thailand            | 0–3       | Maleisië | Scheidsrechters: Urszula Wybieralska (POL) Natalia Kovaleva (RUS) |
|                     | (verslag) |          | Scheidsrechters: Urszula Wybieralska (POL) Natalia Kovaleva (RUS) |

Finale
| 15 maart 2015 20:00 |           |       |                                                        |
| India               | 3–1       | Polen | Scheidsrechters: Liu Xiaoying (CHN) Kim Jung-hee (KOR) |
|                     | (verslag) |       | Scheidsrechters: Liu Xiaoying (CHN) Kim Jung-hee (KOR) |

### Eindrangschikking
| Rang   | Land       |
| ------ | ---------- |
| Goud   | India      |
| Zilver | Polen      |
| Brons  | Maleisië   |
| 4      | Thailand   |
| 5      | Rusland    |
| 6      | Kazachstan |
| 7      | Ghana      |
| 8      | Singapore  |

## Dublin
In Dublin, Ierland, werd van 14 tot en met 22 maart 2015 gespeeld. De twee beste landen plaatsten zich voor de halve finale. Van de drie landen die op de drie toernooien als derde eindigen ging het land met de hoogste wereldranking ook door.

### Groepsfase
Alle landen plaatsen zich voor de kwartfinale.
Groep A
| Team     | GS | W | WS | VS | V | DV | DT | DS  | Ptn |
| -------- | -- | - | -- | -- | - | -- | -- | --- | --- |
| Ierland  | 3  | 3 | 0  | 0  | 0 | 20 | 1  | +19 | 9   |
| Canada   | 3  | 2 | 0  | 0  | 1 | 9  | 3  | +6  | 6   |
| Oekraïne | 3  | 1 | 0  | 0  | 2 | 4  | 8  | −4  | 3   |
| Turkije  | 3  | 0 | 0  | 0  | 3 | 0  | 21 | −21 | 0   |

| 14 maart 2015 14:45 |           |          |                                                             |
| Ierland             | 5–0       | Oekraïne | Scheidsrechters: Claire Druijts (NED) Camila Cabargas (CHI) |
|                     | (verslag) |          | Scheidsrechters: Claire Druijts (NED) Camila Cabargas (CHI) |

| 14 maart 2015 17:00 |           |         |                                                              |
| Canada              | 5–0       | Turkije | Scheidsrechters: Violeta Eismayer (AUT) Olena Klymenko (UKR) |
|                     | (verslag) |         | Scheidsrechters: Violeta Eismayer (AUT) Olena Klymenko (UKR) |

| 15 maart 2015 15:15 |           |         |                                                                      |
| Canada              | 1–2       | Ierland | Scheidsrechters: Violeta Eismayer (AUT) Liudmila Aleinikoviene (BLR) |
|                     | (verslag) |         | Scheidsrechters: Violeta Eismayer (AUT) Liudmila Aleinikoviene (BLR) |

| 15 maart 2015 17:30 |           |         |                                                              |
| Oekraïne            | 3–0       | Turkije | Scheidsrechters: Camila Cabargas (CHI) Gillian Garrett (IRL) |
|                     | (verslag) |         | Scheidsrechters: Camila Cabargas (CHI) Gillian Garrett (IRL) |

| 17 maart 2015 14:45 |           |         |                                                              |
| Ierland             | 13–0      | Turkije | Scheidsrechters: Denise Pelletier (CAN) Olena Klymenko (UKR) |
|                     | (verslag) |         | Scheidsrechters: Denise Pelletier (CAN) Olena Klymenko (UKR) |

| 17 maart 2015 17:00 |           |        |                                                                 |
| Oekraïne            | 1–3       | Canada | Scheidsrechters: Vilma Bagdanskienė (LTU) Gillian Garrett (IRL) |
|                     | (verslag) |        | Scheidsrechters: Vilma Bagdanskienė (LTU) Gillian Garrett (IRL) |

Groep B
| Team        | GS | W | WS | VS | V | DV | DT | DS  | Ptn |
| ----------- | -- | - | -- | -- | - | -- | -- | --- | --- |
| Chili       | 3  | 3 | 0  | 0  | 0 | 12 | 1  | +11 | 9   |
| Wit-Rusland | 3  | 1 | 1  | 0  | 1 | 5  | 4  | +1  | 5   |
| Oostenrijk  | 3  | 1 | 0  | 0  | 2 | 4  | 8  | −4  | 3   |
| Litouwen    | 3  | 0 | 0  | 1  | 2 | 3  | 11 | −8  | 1   |

| 14 maart 2015 10:15 |           |            |                                                    |
| Wit-Rusland         | 2–0       | Oostenrijk | Scheidsrechters: Ana Faias (POR) Esin Öztürk (TUR) |
|                     | (verslag) |            | Scheidsrechters: Ana Faias (POR) Esin Öztürk (TUR) |

| 14 maart 2015 12:30 |           |          |                                                               |
| Chili               | 4–0       | Litouwen | Scheidsrechters: Gillian Garrett (IRL) Denise Pelletier (CAN) |
|                     | (verslag) |          | Scheidsrechters: Gillian Garrett (IRL) Denise Pelletier (CAN) |

| 15 maart 2015 10:45 |           |          |                                                            |
| Oostenrijk          | 4–0       | Litouwen | Scheidsrechters: Claire Druijts (NED) Olena Klymenko (UKR) |
|                     | (verslag) |          | Scheidsrechters: Claire Druijts (NED) Olena Klymenko (UKR) |

| 15 maart 2015 13:00 |           |             |                                                           |
| Chili               | 2–1       | Wit-Rusland | Scheidsrechters: Ana Faias (POR) Vilma Bagdanskienė (LTU) |
|                     | (verslag) |             | Scheidsrechters: Ana Faias (POR) Vilma Bagdanskienė (LTU) |

| 17 maart 2015 10:15 |                           |          |                                                               |
| Wit-Rusland         | 3–3 (4 – 1 na shoot-outs) | Litouwen | Scheidsrechters: Camila Cabargas (CHI) Violeta Eismayer (AUT) |
|                     | (verslag)                 |          | Scheidsrechters: Camila Cabargas (CHI) Violeta Eismayer (AUT) |

| 17 maart 2015 12:30 |           |       |                                                                 |
| Oostenrijk          | 0–6       | Chili | Scheidsrechters: Esin Öztürk (TUR) Liudmila Aleinikoviene (BLR) |
|                     | (verslag) |       | Scheidsrechters: Esin Öztürk (TUR) Liudmila Aleinikoviene (BLR) |

### Kwartfinales
| 19 maart 2015 10:30 |           |            |                                                             |
| Canada              | 5–1       | Oostenrijk | Scheidsrechters: Esin Öztürk (TUR) Vilma Bagdanskienė (LTU) |
|                     | (verslag) |            | Scheidsrechters: Esin Öztürk (TUR) Vilma Bagdanskienė (LTU) |

| 19 maart 2015 13:00 |           |          |                                                              |
| Wit-Rusland         | 5–1       | Oekraïne | Scheidsrechters: Denise Pelletier (CAN) Claire Druijts (NED) |
|                     | (verslag) |          | Scheidsrechters: Denise Pelletier (CAN) Claire Druijts (NED) |

| 19 maart 2015 15:30 |           |          |                                                       |
| Ierland             | 2–0       | Litouwen | Scheidsrechters: Ana Faias (POR) Olena Klymenko (UKR) |
|                     | (verslag) |          | Scheidsrechters: Ana Faias (POR) Olena Klymenko (UKR) |

| 19 maart 2015 18:00 |           |         |                                                                     |
| Chili               | 14–2      | Turkije | Scheidsrechters: Liudmila Aleinikoviene (BLR) Gillian Garrett (IRL) |
|                     | (verslag) |         | Scheidsrechters: Liudmila Aleinikoviene (BLR) Gillian Garrett (IRL) |

### Kruisingswedstrijden
Om plaatsen 5-8
| 21 maart 2015 09:30 |           |          |                                                               |
| Litouwen            | 2–0       | Oekraïne | Scheidsrechters: Camila Cabargas (CHI) Denise Pelletier (CAN) |
|                     | (verslag) |          | Scheidsrechters: Camila Cabargas (CHI) Denise Pelletier (CAN) |

| 21 maart 2015 12:00 |           |         |                                                                    |
| Oostenrijk          | 6–0       | Turkije | Scheidsrechters: Liudmila Aleinikoviene (BLR) Olena Klymenko (UKR) |
|                     | (verslag) |         | Scheidsrechters: Liudmila Aleinikoviene (BLR) Olena Klymenko (UKR) |

Halve finale
| 21 maart 2015 14:30 |           |             |                                                                |
| Ierland             | 7–0       | Wit-Rusland | Scheidsrechters: Claire Druijts (NED) Vilma Bagdanskienė (LTU) |
|                     | (verslag) |             | Scheidsrechters: Claire Druijts (NED) Vilma Bagdanskienė (LTU) |

| 21 maart 2015 17:00 |                           |       |                                                         |
| Canada              | 0–0 (5 – 4 na shoot-outs) | Chili | Scheidsrechters: Ana Faias (POR) Violeta Eismayer (AUT) |
|                     | (verslag)                 |       | Scheidsrechters: Ana Faias (POR) Violeta Eismayer (AUT) |

### Plaatsingswedstrijden
Om de 7e/8e plaats
| 22 maart 2015 09:30 |           |         |                                                               |
| Oekraïne            | 2–1       | Turkije | Scheidsrechters: Gillian Garrett (IRL) Violeta Eismayer (AUT) |
|                     | (verslag) |         | Scheidsrechters: Gillian Garrett (IRL) Violeta Eismayer (AUT) |

Om de 5e/6e plaats
| 22 maart 2015 12:00 |           |            |                                                         |
| Litouwen            | 1–2       | Oostenrijk | Scheidsrechters: Esin Öztürk (TUR) Olena Klymenko (UKR) |
|                     | (verslag) |            | Scheidsrechters: Esin Öztürk (TUR) Olena Klymenko (UKR) |

Om de 3e/4e plaats
| 22 maart 2015 14:30 |           |       |                                                                  |
| Wit-Rusland         | 2–3       | Chili | Scheidsrechters: Denise Pelletier (CAN) Vilma Bagdanskienė (LTU) |
|                     | (verslag) |       | Scheidsrechters: Denise Pelletier (CAN) Vilma Bagdanskienė (LTU) |

Finale
| 22 maart 2015 17:00 |                           |        |                                                       |
| Ierland             | 1–1 (4 – 3 na shoot-outs) | Canada | Scheidsrechters: Ana Faias (POR) Claire Druijts (NED) |
|                     | (verslag)                 |        | Scheidsrechters: Ana Faias (POR) Claire Druijts (NED) |

### Eindrangschikking
| Rang   | Land        |
| ------ | ----------- |
| Goud   | Ierland     |
| Zilver | Canada      |
| Brons  | Chili       |
| 4      | Wit-Rusland |
| 5      | Oostenrijk  |
| 6      | Litouwen    |
| 7      | Oekraïne    |
| 8      | Turkije     |